# Wilhelm Herschel (Jurist)
Wilhelm Herschel (* 17. Oktober 1895 in Bonn; † 7. Januar 1986 in Bad Honnef) war ein deutscher Jurist.

## Werdegang
Herschel wurde als Sohn eines Landwirts geboren. Er besuchte das Gymnasium und die Universität in Bonn. Er war Studienrat an der Staatlichen Fachschule für Wirtschaft und Verwaltung in Düsseldorf und nach der Promotion 1931 an der Universität Köln Professor an den Berufspädagogischen Instituten in Köln und Frankfurt am Main. Nach der Habilitation 1940 in Halle (Saale) war er  bis 1946 Professor und Direktor des Instituts für Arbeitsrecht der Universität Halle. Herschels im Oktober 1937 gestellter Antrag auf Mitgliedschaft in der NSDAP blieb wegen eigenen, mehrfachen Wohnungswechsels (möglicherweise unerledigt) liegen, er war Mitglied, Block- und Zellenwalter der Nationalsozialistischen Volkswohlfahrt (NSV) und Mitglied im Bund Nationalsozialistischer Deutscher Juristen (BNSDJ).
Nach Kriegsende war er zugleich nebenamtlich als Amtsgerichtsrat und Vorsitzender des Landesarbeitsgerichts Halle tätig. Ab 1946 war er Ministerialdirektor, zunächst im Zentralamt für Arbeit der Britischen Besatzungszone, ab 1947 in der Verwaltung für Wirtschaft in Frankfurt und ab 1949 im Bundesministerium für Arbeit. Herschel war im ersten Jahrzehnt der Bundesrepublik – bis etwa 1960 – führender Arbeitsrechtler im Bundesarbeitsministerium, dessen Chef damals Anton Storch (CDU) war. Ab 1950 lehrte Herschel als Honorarprofessor für Arbeitsrecht an der Universität Köln. 1975 erhielt er das Große Verdienstkreuz mit Stern und Schulterband der Bundesrepublik Deutschland.
Von Herschel stammen zahlreiche Abhandlungen über Arbeitsrecht, Handelsrecht und das Bürgerliche Recht. Er gilt als Vater vieler arbeitsrechtlicher Gesetze der Nachkriegszeit, vor allem auch des Tarifvertragsgesetzes.